# Případy 1. oddělení
Případy 1. oddělení jsou český kriminální seriál, který byl premiérově vysílán na ČT1 od 6. ledna 2014 do 28. listopadu 2022. Série je založena na skutečných událostech. Na scénáři se podíleli Jan Malinda (redaktor MF Dnes) a Josef Mareš (bývalý šéf oddělení vražd pražského policejního ředitelství), oba bez filmového vzdělání; „pražskou mordpartu“ ztvárňují Ondřej Vetchý, Bolek Polívka, Filip Blažek, Petr Stach, Miroslav Hanuš a Miroslav Vladyka.
Dne 25. dubna 2014 Česká televize oznámila pokračování seriálu osmidílnou druhou řadou. Sedm let nato, v březnu 2021, uvedla ČT záměr natočit dalších třináct nových epizod. Vysílání třetí řady seriálu začalo 5. září 2022, přičemž tato řada má být definitivně poslední; kolektiv vyšetřovatelů se rozšíří o Juraje Loje a Barboru Bočkovou. Uplatní se nové vyšetřovací postupy i nové podoby kriminality, které s sebou přináší technologický rozvoj. Dle scénáře Jana Malindy a Josefa Mareše seriál vznikal pod režijní taktovkou Petera Bebjaka a Michala Blaška; sešel se tedy stejný tvůrčí tým, který stál i za předešlými řadami.
Seriál se stal divácky úspěšným. V říjnu 2016 seriál zvítězil v anketě mezi čtenáři iDNES.cz jako nejlepší český krimiseriál desetiletí.
V lednu 2022 měl premiéru prequel seriálu nazvaný Devadesátky.

## O seriálu
Kriminální seriál je založen na vyšetřování skutečných případů, které se staly po roce 1989 v Praze. V každé epizodě se divák dozví délku vyšetřování a konečný rozsudek soudu. Mezi příběhy se objevují i ty, které jsou mediálně známé, např. kauza sexuálního násilníka z Jižního Města, vrah arabského obchodníka a jeho rodiny nebo krádež půl miliardy korun.

## Obsazení

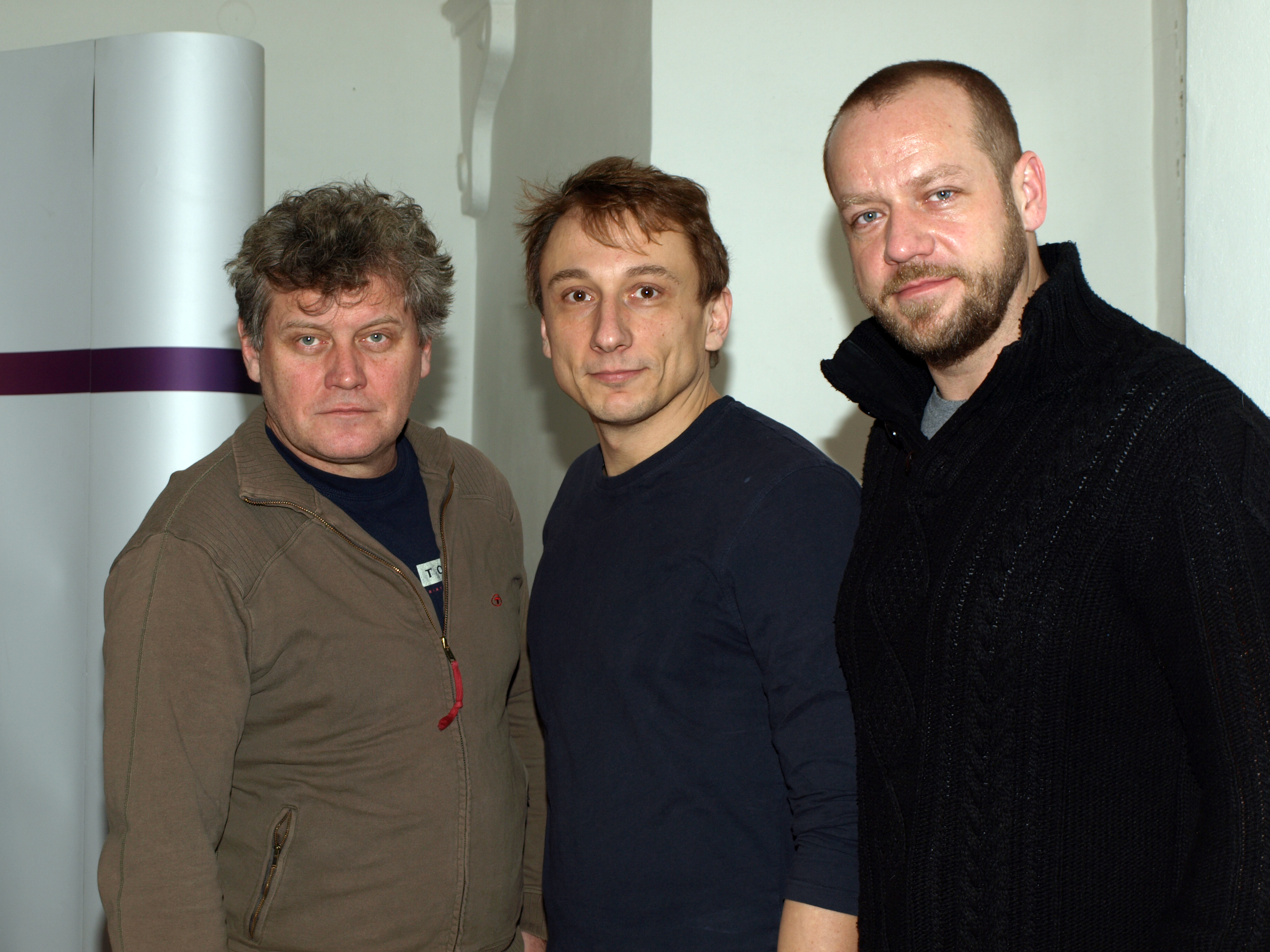
Miroslav Hanuš, Petr Stach a Filip Blažek na tiskové konferenci k seriálu Případy 1. oddělení

### Hlavní role
| Ondřej Vetchý    | mjr. Mgr. Bc. Tomáš Kozák, hlavní vyšetřovatel, dočasný vedoucí 4. obvodního ředitelství (18. až 21. díl), od 21. dílu do 34. dílu vedoucí 1. oddělení |
| Filip Blažek     | kpt. Bc. Martin Pražák, operativec a parťák Petra |
| Petr Stach       | kpt./mjr. Mgr. Bc. Petr Anděl, operativec a parťák Martina, od konce 35. dílu vedoucí 1. oddělení |
| Miroslav Vladyka | por./kpt. Bc./Mgr. Vítězslav Sršeň, nezkušený operativec |
| Miroslav Hanuš   | mjr./plk./kpt. Bc. Josef Korejs, vyšetřovatel a vedoucí 1. oddělení (do 21. dílu), poté na policejním prezídiu, (od 3. řady) zpátky na 1. oddělení jako vyšetřovatel                                                                                          |
| Boleslav Polívka | mjr. Bc. Václav Plíšek, zkušený operativec v týmu, (od 3. řady) v důchodu |
| Igor Chmela      | mjr./plk. Mgr. Dušan Vrána (od 2. řady), hlavní vyšetřovatel (18. až 22. díl), předtím vyšetřovatel 1. obvodu, (do 3. řady), ředitel městské správy a Pražské policie (23. až 29. díl), poté na policejním prezídiu, od 35. dílu opět ředitel pražské policie |
| Juraj Loj        | kpt. Mgr. Jiří Netík (od 3. řady), vyšetřovatel 1. oddělení a bývalý vyšetřovatel na protidrogovém |
| Barbora Bočková  | kpt. Bc. Adéla Čulíková (od 3. řady), operativec, odešla na mateřskou dovolenou (34. díl) |

### Vedlejší role
| Lucie Štěpánková      | plk. JUDr. Radka Drápová, MBA (od 3. řady), ředitelka 3. obvodního ředitelství (24. až 29. díl), nová ředitelka pražské policie (30. až 34. díl) |
| Sabina Remundová      | Mgr./JUDr. Anna Švihlíková, státní zástupkyně |
| Ondřej Malý           | MUDr. Karel Vojíř, soudní lékař |
| Luboš Veselý          | JUDr. Milan Chyňava, soudce |
| Václav Helšus         | PhDr. Vladimír Hubáček, psycholog |
| Igor Bareš            | plk. JUDr. Vladimír Jeřábek, ředitel pražské policie (1. a 2. řada), odešel do předčasného důchodu                                               |
| Zuzana Zlatohlávková  | por. Bc. Taťjana Nečasová, policejní tisková mluvčí                                                                                              |
| Miroslav Chýle        | por./kpt. Bc. Zdeněk Hlavatý, operativec v terénu                                                                                                |
| Jaromír Badin         | kpt. Mgr. Pavel Kůsa, (od 3. řady), šéf policejních techniků                                                                                     |
| Petr Franěk           | Mgr. Robert Štrompf, analytik, policejní fotograf, později příslušník GIBS (1. až 8. díl)                                                        |
| Rostislav Trtík       | Mgr. Jiří Záruba, analytik a policejní fotograf                                                                                                  |
| Josef Humpolec        | Mgr. Václav Řehoř (od 3. řady), analytik a policejní fotograf                                                                                    |
| Petr Halíček          | Mgr. Josef Krejvska (od 3. řady), balistik |
| Tereza Režnarová      | Veronika Mládková, sekretářka na 1. oddělení (1. a 3. řada)                                                                                      |
| Jan Meduna            | por Mgr. Ondřej Kavalír, vyšetřovatel 4. obvodu                                                                                                  |
| Stanislav Majer       | kpt./plk. Mgr. David Hegner, policista ÚOOZ (4. a 10. díl)                                                                                       |
| Martin Hofmann        | kpt./plk. Mgr. David Landa, vedoucí 9. oddělení (extremismus) (14. a 17. díl)                                                                    |
| Otakar Brousek mladší | mjr. Mgr. Milan Pečínka, vedoucí 5. oddělení (majetek) (21. díl)                                                                                 |
| Jiří Bábek            | plk. Mgr. Jiří Kocáb, vyšetřovatel hospodářské kriminálky (15. díl)                                                                              |
| Zuzana Slavíková      | mjr. Mgr. Miluše Junková, vedoucí 3. oddělení (mládež, mravnost) (18. díl)                                                                       |
| Václav Vašák          | kpt. Mgr. Zdeněk Křen, vyšetřovatel a zástupce vedoucí 3. oddělení (18. díl)                                                                     |
| Markéta Tannerová     | por. Bc. Dita Moravová, vyšetřovatelka 2. obvodu (13. díl)                                                                                       |
| Zdeněk Mucha          | mjr. Mgr. Josef Haise, vyšetřovatel 5. oddělení (majetek) (13. díl)                                                                              |
| Jiří Lábus            | mjr. Mgr. Jiří Markvart, bývalý vyšetřovatel 1. oddělení (6. díl)                                                                                |
| Jiří Wohanka          | mjr. Mgr. Jan Rajnoch, vyšetřovatel Ústeckého Kraje (6. díl)                                                                                     |
| Kryštof Nohýnek       | kpt. Mgr. Jaroslav Hajný, vyšetřovatel 9. oddělení (extremismus) (14. díl)                                                                       |
| Tomáš Turek           | mjr. Bc. Miroslav Fábera, vyšetřovatel 1. obvodu (20. díl)                                                                                       |
| Čeněk Koliáš          | Mgr. Jindřich Hora, policejní psycholog (4. až 8. díll)                                                                                          |
| Rebeka Lizlerová      | Magdalena Kozáková, dcera Kozáka (1. a 2. řada)                                                                                                  |
| Jindřiška Dudziaková  | Magdalena Kozáková, dcera Kozáka (3. řada) |
| Petra Hřebíčková      | Andrea Andělová (dříve: Skopcová), televizní reportérka, od (3. řady) manželka kpt. Petra Anděla                                                 |
| Roman Štabrňák        | Jan Hájka, televizní šéfredaktor |
| Petr Štěpánek         | František Tůma, bývalý operativec 1. oddělení (34. díl)                                                                                          |

Tvůrci seriálu Josef Mareš, Michal Reitler, Tomáš Feřtek a Matěj Stehlík si zahráli cameo role policistů. Jan Malinda si zahrál sám sebe.

## Přehled epizod
| Řada | Díly | Premiéra v ČR | Premiéra v ČR      |
| Řada | Díly | První díl     | Poslední díl       |
| ---- | ---- | ------------- | ------------------ |
| 1    | 14   | 6. ledna 2014 | 7. dubna 2014      |
| 2    | 8    | 4. ledna 2016 | 22. února 2016     |
| 3    | 13   | 5. září 2022  | 28. listopadu 2022 |

## Produkce
Seriál se začal natáčet 18. března 2013 a natáčení trvalo do prosince 2013. Novinářskou konferenci měl 10. prosince 2013. Za výrobou seriálu stála Česká televize a tvůrčí producentská skupina Michala Reitlera. Policejní kanceláře, státní zastupitelství, redakce, pitevna, cely a další viděné budovy či místnosti byly postaveny v jednom z pater bývalé budovy Komerční banky v Sokolovské ulici v Praze 9. V některých epizodách se objevují i skutečná místa činu; v prvé řadě se objevilo 149 herců a natáčelo se v ne méně než 237 lokalitách po dobu 284 dnů.
První náměty pro seriál vznikly v roce 2008, po půl roce objevil teprve Jan Malinda policistu, který byl ochotný do projektu také vstoupit; jednalo se o plukovníka pražského policejního ředitelství Ing. Josefa Mareše, který se později stal oficiálním scenáristou. V prvém díle si zahrál krátkou komparzní roli uniformovaného policisty, a přestože u Policie ČR strávil 23 let, uniformu měl na sobě poprvé. V desátém díle si zahrál krátkou komparzní roli jednoho z vyšetřujících. Pracovní název seriálu byl Oddělení vražd.
Postava Miroslava Vladyky byla původně zamýšlená jako vedlejší role; po pilotním dílu se tvůrci rozhodli zařadit postavu Vladyky mezi jednu z hlavních postav.
Druhá řada se natáčela od 1. března 2015 do 13. července 2015. Natáčení skončilo v srpnu 2015; natáčelo se 80 dnů.
Třetí řada se natáčela od 10. května 2021 do 1. března 2022
- První a třetí řada se natáčela v Praze a okolí
- Druhá řada se natáčela v Praze a okolí, Plzni, Táboře, Jihlavě, na Moravě a též v Drážďanech i jinde v Sasku

## Zajímavosti
- V Případech 1. oddělení je množství odkazů na další populární detektivní seriály: vedoucí prvního oddělení major Korejs má shodné příjmení jako velitel pražské „mordparty“, policejní rada Korejs, v seriálu Panoptikum města pražského, zatímco příjmení kapitána Anděla může být skrytou narážkou na seriál Kriminálka Anděl.
- Operativec kpt. Martin Pražák (Filip Blažek) používá mobilní telefon, jehož vyzváněcím tónem je znělka seriálu Hříšní lidé města pražského (poprvé zazní ve druhém dílu první řady seriálu).
- Obraz se siluetou Hradčan v kanceláři krajského policejního ředitele plukovníka Jeřábka, nápadně připomíná jeden z obrazů v kanceláři majora Pavláska v seriálu 30 případů majora Zemana.
- Radu, že v seriálu musí být pořádný záporák, dal scenáristům režisér Jiří Strach. Tak se zrodila postava majora Korejse (Miroslav Hanuš).
- Předobrazem operativce Víti Sršně (Miroslav Vladyka) byl podle scenáristy Josefa Mareše policista, který na oddělení vražd skončil omylem a vymýšlel si nesmyslné vyšetřovací úkony, aby nedostal přidělenou další práci. Např. chtěl jet vyslechnout do Brna „svědka“, který se před 20 lety účastnil stejného autobusového zájezdu jako oběť vraždy. Zatímco Víťa je „ňouma, ale hodný“, tento policista byl údajně „zlý ňouma“.
- Josef Mareš ve své knize „Moje případy z 1. oddělení“ uvedl, že někteří jeho známí si vysloveně přáli, aby se jejich příjmení v seriálu objevilo. Když ale postava dostala na přání druhého scenáristy Jana Malindy příjmení Javůrek, které měl shodou okolností Marešův kolega z kriminálky, dotyčný se urazil.
- Do role majora Plíška, kterou nakonec dostal Bolek Polívka, byli původně zvažováni Oldřich Kaiser nebo Jiří Lábus. Ten neměl čas, nakonec mu ale tvůrci napsali fiktivní epizodní roli kriminalisty Jiřího Markoviče v 6. díle Nenávist.